# بيع الوقف
بيع الوقف يختلف الوقف باختلاف الزمان والمكان، وأفضل الوقف ما كان أكثر نفعاً، ولذلك ينبغي للواقف أن يستشير من يثق بدينه وعلمه وخبرته واطلاعه من أهل الفضل الدين والعلم، وقد نص الحديث أَنْ عُمَرَ بنَ الخَطَّابِ أصابَ أرْضًا بخَيْبَرَ، فأتَى النبيَّ صَلَّى اللهُ عليه وسلَّمَ يَسْتَأْمِرُهُ فيها، فقالَ: يا رَسولَ اللَّهِ، إنِّي أصَبْتُ أرْضًا بخَيْبَرَ لَمْ أُصِبْ مالًا قَطُّ أنْفَسَ عِندِي منه، فَما تَأْمُرُ بهِ؟ قالَ: إنْ شِئْتَ حَبَسْتَ أصْلَها، وتَصَدَّقْتَ بها قالَ: فَتَصَدَّقَ بها عُمَرُ، أنَّه لا يُباعُ ولا يُوهَبُ ولا يُورَثُ، وتَصَدَّقَ بها في الفُقَراءِ، وفي القُرْبَى وفي الرِّقابِ، وفي سَبيلِ اللَّهِ، وابْنِ السَّبِيلِ، والضَّيْفِ لا جُناحَ علَى مَن ولِيَها أنْ يَأْكُلَ مِنْها بالمَعروفِ، ويُطْعِمَ غيرَ مُتَمَوِّلٍ قالَ: فَحَدَّثْتُ به ابْنَ سِيرِينَ، فقالَ: غيرَ مُتَأَثِّلٍ مالًا.
يستدل من الحديث أن "الوقف عقد لازم بمجرد القول، فلا يملك الواقف الرجوع فيه، وهذا قول الجمهور من العلماء"، كما قال القرطبي أن الرجوع في الوقف مخالف للإجماع ولا يلتفت إليه، وذهب أحمد أنه لا يجوز بيع الوقف ولا الاستبدال به، إلا أن تتعطل منافعه، فيجوز بيعه، واستبداله بغيره ووجه الاستدلال من الحديث على وجهين:
- الوجه الأول: أن النبي صلى الله عليه وسلم أمر عمر أن يحبس الأصل، والحبس هو المنع، والقول أن الوقف عقد جائز ينافي التحبيس.
- الوجه الثاني: أن النبي صلى الله عليه وسلم ذكر أحكام الوقف فقال (تصدق بأصله، لا يباع ولا يوهب).[7]

## حكم بيع الوقف
وقد اختلف العلماء في حكم بيع الوقف على أقوال ثلاثة:
- القول الأول: أنه لا يجوز بيعه بحال وهذا مذهب مالك والشافعي، لحديث الباب (غير أنه لا يباع أصلها).
- القول الثاني: أنه يجوز بيع الوقف والرجوع فيه، وهذا مذهب أبي حنيفة، وهو قول ضعيف.
- القول الثالث: أنه لا يجوز بيعه ولا إبداله، إلا إذا تعطلت منافعه بالكلية ولم يُتمكن من الانتفاع به ولا تعميره أو إصلاحه، وهذا قول الإمام أحمد وهو اختيار ابن تيمية وابن القيم.

ويُشترط للواقف حين الوقف أن يَشترط الاستفادة من وقفه، فإن بقاء العين بلا منفعة لا فائدة فيه، وحرمان له من ثوابه، فإذا كان الوقف بيتاً فانهدمت، أو مسجداً ورحل عنه أهل القرية، فإنه يجوز بيعه وإبداله بشيء آخر، يستمر فيه نفعه للواقف، فقد ورد عن عمر أنه كتب إلى سعد لـمّا بلغه أن بيت المال الذي في الكوفة قد تهدم، قال عمر "انقل المسجد الذي بالتمارين، واجعل بيت المال في قبلة المسجد، فإنه لا يزال في المسجد مصل"، وكان هذا بمشهد من الصحابة، ولم يظهر خلافه، فكان إجماعا.